# Вімблдонський турнір 1879
Вімблдонський турнір 1879 — 3-й розіграш Вімблдону. У турнірі усіх охочих участь взяли 45 тенісистів, із яких 36 були новачками. Челендж-раунд не відбувся, оскільки Френк Гедоу відмовився захищати свій титул одразу після завершення попереднього чемпіонату. Через це новим чемпіоном став Джон Гартлі, який у Фіналі усіх охочих переміг Віра Ґулда. За цим матчем спостерігали 1 100 глядачів.

## Чоловіки, одиночний розряд

### Фінал
Джон Гартлі переміг  Френка Гедоу (суперник знявся). 
- Це був перший титул Джона Гартлі на турнірах Великого шолома.

### Фінал усіх охочих
Джон Гартлі переміг  Віра Ґулда, 6–2, 6–4, 6–2.

### Матч за друге місце
Вір Ст. Леджер Ґулд переміг  К.Ф Парра 4–6, 6–2, 5–6, 6–4, 6–4.

## Чоловіки, парний розряд
Джон Гартлі /  Л. Р. Ерскін перемогли у фіналі пару  Ф. Дюрант /  Дж. Е. Табор
- Парний турнір проходив в Оксфорді і не вважається офіційно частиною Вімблдонського турніру.